# Photuris brunnipennis
Photuris brunnipennis är en skalbaggsart som beskrevs av Jacquelin du Val in Sagra 1856. Photuris brunnipennis ingår i släktet Photuris och familjen lysmaskar. Inga underarter finns listade i Catalogue of Life.